# مني عوض
منى عوض (بالإنجليزية: Mona Awad)‏ (22 أغسطس 1978، مونتريال في كندا)؛ كاتِبة وروائية كندية.